# Kecamatan Saipardolokhole
Kecamatan Saipardolokhole är ett distrikt i Indonesien.   Det ligger i provinsen Sumatera Utara, i den västra delen av landet, 1 200 km nordväst om huvudstaden Jakarta.